# Новінка (гміна Сідра)
Новінка (пол. Nowinka) — село в Польщі, у гміні Сідра Сокульського повіту Підляського воєводства.
Населення — 94 особи (2011).
У 1975—1998 роках село належало до Білостоцького воєводства.

## Демографія
Демографічна структура станом на 31 березня 2011 року:
|          | Загалом | Допрацездатний вік | Працездатний вік | Постпрацездатний вік |
| -------- | ------- | ------------------ | ---------------- | -------------------- |
| Чоловіки | 45      | 10                 | 27               | 8                    |
| Жінки    | 49      | 13                 | 21               | 15                   |
| Разом    | 94      | 23                 | 48               | 23                   |